# 長野県道269号木曽福島停車場駒ヶ岳線
長野県道269号木曽福島停車場駒ヶ岳線（ながのけんどう269ごう きそふくしまていしゃじょうこまがたけせん）は、長野県木曽郡木曽町福島の中央本線木曽福島駅と木曽駒ヶ岳を結ぶ一般県道。

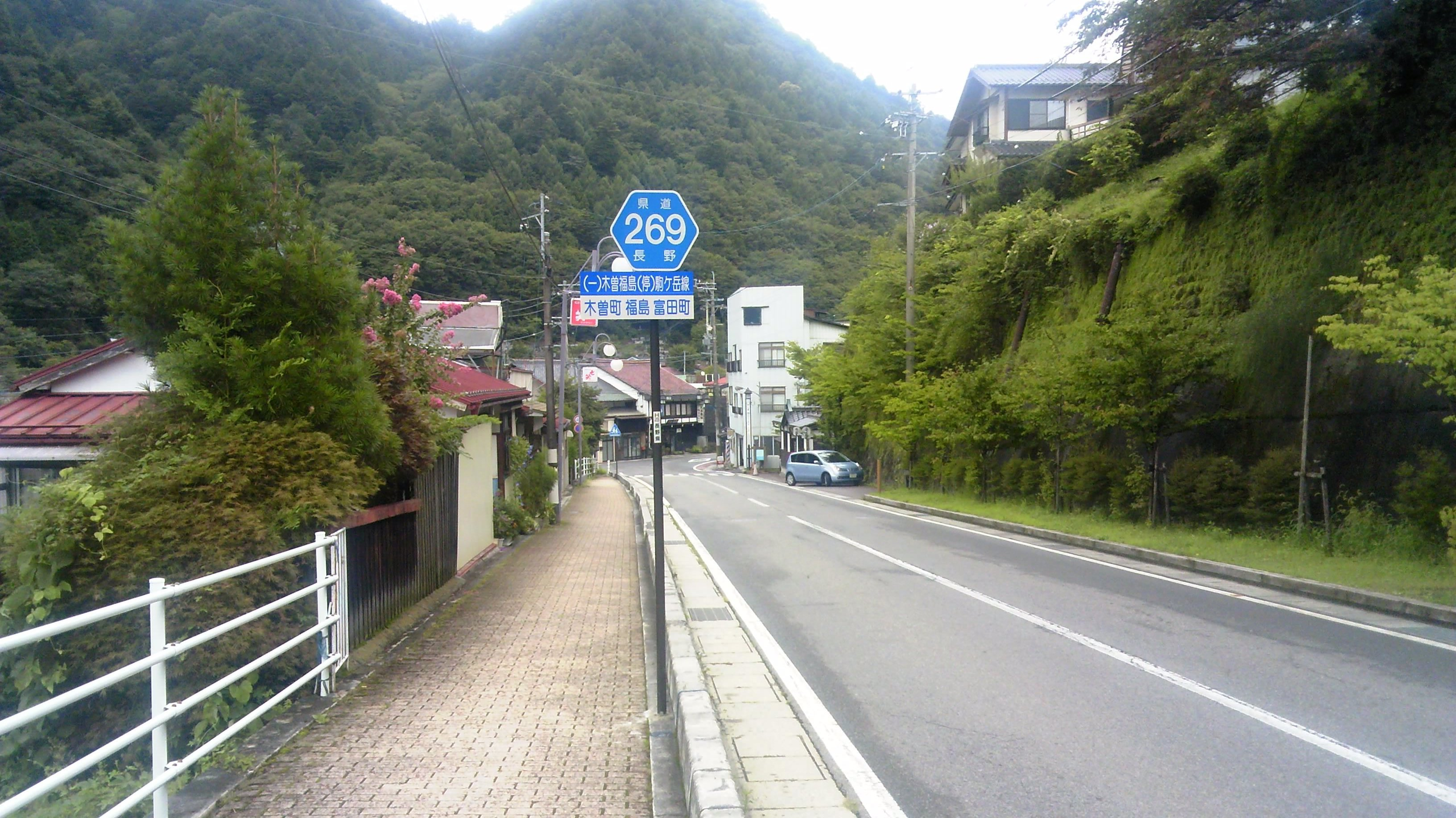
長野県道269号線（木曽町福島富田町）

## 概要

### 路線データ
- 起点：木曽郡木曽町大字福島字新万郡（中央本線木曽福島駅）
- 終点：木曽駒ヶ岳

## 接続・交差する道路
- 長野県道268号木曽福島停車場線（起点）
- 国道19号（伊谷交差点）